# Nil
Níl (arabsko النيل, prečrkovano an-nīl, staroegipčansko iteru, koptsko piaro ali fiaro) je reka v Severni Afriki in velja za najdaljšo reko na Zemlji.
Nil teče v glavnem v smeri severa skozi Sudan in Egipt, pri Kartumu se Modri Nil, ki priteče iz Etiopije združi z Belim Nilom, ki se kot Nil izliva v Sredozemsko morje v široki delti na severu Egipta. Dolžina Nila je 4715 km, celotno Nilovo rečje (tok Nil-Kagera-Ruvuvu-Ruvusu-Luvironza) pa je 6650 km oziroma po novejših meritvah 6695 km); izvir je v Ruandi, ki teče skozi Tanzanijo in Ugando do Sudana.
Beli Nil izhaja iz Viktorijinega jezera v Ugandi. Zatem se kot Viktorijin Nil usmeri v jezero Kyoga in kot Albertov Nil v Albertovo jezero in kot Gorski Nil nadaljuje proti ogromnim močvirjem As Sud v južnem Sudanu, kjer izgubi zaradi izhlapevanja velike količine vode in od koder priteče kot mirna reka z majhnimi spremembami prostornine skozi leto. Modri Nil izhaja iz jezera Tana v Etiopskem višavju. To je največji vodni vir na Zemlji. Tok Modrega Nila proti severozahodu je sorazmerno kratek in strm ter ima visoke poletne vode, ki jih povzroča monsun v gorah. Pod Kartumom pride ta visoka voda do izraza.
Nil (v starodavnem egipčanskem jeziku imenovan iteru) je bil v spodnjem toku večtisočletno središče egipčanske civilizacije. Od tu izhajajo najstarejša poročila o poplavah kakšne reke. Večina starodavnega prebivalstva in mest je bilo v Nilovi dolini. Reka še vedno vzdržuje večino prebivalstva v Egiptu, ki drugače živi med negostoljubnimi predeli Saharske in Vzhodne puščave. Reka je vsako pomlad poplavljala in odlagala rodovitno zemljo na polja dokler ni bil zgrajen Asuanski jez. Rečni tok na več mestih zmotijo katarakti, ki so odseki hitreje tekoče vode z manjšimi otoki, plitve vode in skalami, ki preprečujejo rečno plovbo. Prvi katarakt, najbližji ustju reke, je pri Asuanu v severni smeri Asuanskih jezov, nekaj višje ležečih pa je zalilo Naserjevo jezero. Severno od Asuana je Nil turistična pot za križarjenje z ladjami in felukami, tradicionalnimi sredozemskimi lesenimi dvojambornimi tovornimi jadrnicami.
Čeprav večina Egipčanov še vedno živi v Nilovi dolini, je izgradnja Asuanskega visokega jezu, dokončana leta 1970 za pridobivanje električne energije, onemogočila pomladanske poplave in obnavljanje rodovitne zemlje. Prej je bilo egipčansko kmetijstvo odvisno od tega letnega poplavljanja polj. Vode so za seboj pustile mulj in raztopljene minerale. Med Kartumom in Asuanom je tekla reka prek šestih kataraktov, skozi ozko dolino, obdano s puščavo. Asuanski jez sedaj ustvarja veliko Naserjevo jezero, ki se širi proti jugu do drugega katarakta. Jez nadzoruje poplave in omogoča namakanje prek celega leta ter izkoriščanje hidroenergije. Ena od posledic jezu je, da mulj ne prihaja več v zadostnih količinah do delte, intenzivno obdelanega območja, širokega več kot 180 km. Ker ne nadomešča mulja, ki ga odnaša erozija, se celotna delta počasi krči.
Glavna mesta ob Nilu so Asuan, Luksor, Kom Ombo, Giza, Kairo, Tahapanes in Kartum.

## Potek
Nad Kartumom je Nil znan tudi kot Beli Nil in je izraz, ki se uporablja tudi za odsek med jezerom No in Kartumom. V Kartumu se reki pridruži Modri Nil. Beli Nil izvira v ekvatorialni vzhodni Afriki, Modri Nil izvira v Etiopiji. Obe veji tečeta na zahodni strani Velikega tektonskega jarka.
Porečje reke Nil zajema 3.254.555 kvadratnih kilometrov kar je približno 10 % območja Afrike. Porečje je zapleteno in zaradi tega je pretok na vsaki točki vzdolž glavnega toka odvisen od mnogo dejavnikov: vremenskih vplivov, preusmeritev, izhlapevanja in evapotranspiracije in toka podzemne vode.

### Izviri
Za izvir Nila je včasih veljalo Viktorijino jezero, vendar se jezero napaja s precej velikimi rekami. Kagera, ki se izliva v Viktorijino jezero v bližini tanzanijskega mesta Bukoba, je najdaljši dotok, čeprav se viri ne strinjajo, kateri je najdaljši pritok Kagere in zato najbolj oddaljen izvir Nila samega. Bodisi Ruvjironza, ki izvira v provinci Bururi v Burundiju ali Njabarongo, ki teče od Njungve Forest v Ruandi. Dve napajalni reki se srečata v bližini slapov Rusumo na meji med Ruando in Tanzanijo.
Leta 2010 je nek raziskovalec šel na kraj opisan kot izvir Rukarara pritok, in po strmih gorskih pobočjih v Njungve Forest našel (v sušnem obdobju) znatno močan tok precej kilometrov v smeri proti toku in tako našel nov izvir, ki daje Nilu dolžino 6758 km.
Giš Abaj v Etiopiji je menda kraj, kjer je izvir 'svete vode', prvih kapljic Nila.

### Izgubljeno povirje
Tanganjiško jezero je včasih iztekalo proti severu vzdolž Velikega tektonskega jarka v Beli Nil, ki je Nil podaljšal za okoli 1400 kilometrov, dokler ga ni v miocenu blokirala masa Virunga vulkanov.

### V Ugandi
Nil zapusti jezero Njanza (Viktorija) pri slapovih Ripon v bližini kraja Džindža v Ugandi, kot Victoria Nil. Teče proti severu okoli 130 kilometrov do jezera Kyoga. Zadnji del približno 200 km odsek reka začne na zahodni obali jezera in teče najprej proti zahodu do pristanišča Masindi, kjer reka zavije proti severu, nato pa naredi velik polkrog na vzhod in sever do slapov Karuma. Preostali del teče le proti zahodu preko slapov Murčison, dokler ne doseže zelo severne obale Albertovega jezera, kjer je pomembna delta reke. Jezero leži na meji z DR Kongo, vendar Nil na tej točki ni mejna reka. Po odhodu Albertovega jezera, reka nadaljuje proti severu skozi Ugando in je znana kot Albertov Nil.

### Južni Sudan
Reka teče v Južnem Sudanu samo južno od Nimule, kjer je znana kot Bahr al Džabal ('gorska reka'). Južno od mesta ima sotočje z reko Ačva. Bahr al Ghazal, sama dolga 716 km, se pridruži Bahr al Džabal v majhni laguni imenovani jezero No, po katerem je Nil znan kot Bahr al Abjad ali Beli Nil, zaradi belkaste gline odložene v njegove vode. Ko Nil poplavlja pušča bogat meljni sediment, ki oplodi zemljo. Razvejana reka Bahr el Zeraf priteče iz nilovega odseka Bahr al Džabal in se združi v Beli Nil.
Pretok Bahr al Džabal pri Mongali v Južnem Sudanu je skoraj konstanten skozi vse leto in v povprečju znaša 1048 m³/s. Po Mongali, Bahr Al Džabal vstopi v veliko močvirno regijo Sud v Južnem Sudanu. Več kot polovica vode Nila se izgubi v tem močvirju z izhlapevanjem in transpiracijo. Povprečna stopnja pretoka Belega Nila na koncu močvirja je okoli 510 m⁴/s. Od tu se kmalu sreča z reko Sobat pri Malakalu. Na letni ravni, Beli Nil gorvodno od Malakaluja prispeva približno petnajst odstotkov celotnega odtoka reke Nil.
Povprečni pretok Belega Nila v Malakalu, tik pod reko Sobat, je 924 m³/s; približno 1218 m³/s v oktobru in minimalni pretok okoli 609 m³/s v aprilu. To nihanje je posledica precejšnje razlike v toku Sobat. V suhi sezoni (od januarja do junija) Beli Nil prispeva med 70 in 90 % celotne količine vode iz Nila.

### Sudan
Za Renkom Beli Nil vstopi Sudan, teče proti severu v Kartum in se sreča z Modrim Nilom.
Tok Nila v Sudanu je izrazit. Teče preko več kot šest skupin kataraktov, od prvega pri Asuanu do šestega pri Sabaloka (severno od Kartuma), nato pa se obrne in teče proti jugu, preden se znova obrne proti severu.
Na severu Sudana reka vstopi v Naserjevo jezero (v Sudanu znan kot jezero Nubija), katerega večji del je v Egiptu.

### V Egiptu
Za Asuanskim visokim jezom, na severni meji Naserjevega jezera, Nil nadaljuje svojo zgodovinsko pot.
Severno od Kaira se Nil razcepi v dve veji (ali kanala), ki se stekata v Sredozemlje: Rosetta na zahodu in Damietta na vzhodu, ki oblikujeta delto Nila.

## Pritoki

### Atbara
Pod sotočjem z Modrim Nilom je edini večji pritok reka Atbara, približno na pol poti do morja in izvira v Etiopiji, severno od jezera Tana. Je približno 800 kilometrov dolga. Atbara teče samo takrat, ko je dež v Etiopiji in se zelo hitro posuši. Med sušno dobo januarja do junija je običajno suha. Z Nilom se združi približno 300 kilometrov severno od Kartuma.

### Modri Nil
Modri Nil (jezik giz ጥቁር ዓባይ; Ṭiqūr'Ābbāy (Black Abay) etiopsko; arabsko النيل الأزرق, latinizirano: an-Nīl al-Azraq) izvira iz jezera Tana v Etiopskem višavju. Modri Nil teče okoli 1400 kilometrov do Kartuma, kjer se pridruži Belemu Nilu, ki tvorita Nil. 90 % vode in 96 % prepeljanega sedimenta izvira iz Etiopije, kot tudi 59 % vode iz Modrega Nila (s pritoki Tekezé, Atbarah, Sobat in drugimi manjšimi pritoki). Erozija in prenos mulja se pojavita le med etiopsko deževno dobo v poletnih mesecih in še to, ko je deževje še posebej močno na etiopski planoti. Preostanek leta imajo Nilovi pritoki v Etiopiji šibkejši tok.
Tok Modrega Nila se precej razlikuje glede na letni cikel in je glavni prispevek k velikemu naravnemu nihanju pretoka Nila. Med suho sezono lahko naravno odvajanje Modrega Nila zelo nizko (113 m³/s), čeprav gorvodno jezovi regulirajo pretok reke. V vlažni sezoni vrhunec pogosto presega 5663 m³/s v poznem avgustu.
Pred postavitvijo jezov na reki se je letni pretok spreminjal s faktorjem 15 v Asuanu. Najvišji pretok nad 8212 m³/s se je pojavil v času konec avgusta in v začetku septembra, minimalni pretok okoli 552 m³/s se je pojavil v času konec aprila in v začetku maja.

### Bahr el Ghazal in Sobat
Bahr al Ghazal in reka Sobat sta dva najpomembnejša pritoka Belega Nila v smislu odvajanja.
Porečje Bahr al Ghazal je najdaljše od vseh Nilovih porečjih, meri 520.000 kvadratnih kilometrov, a prispeva relativno majhno količino vode, saj se velikanske količine vode izgubijo v mokriščih Sud.
Reka Sobat, ki se pridruži Nilu pod jezerom No, odmaka približno pol toliko, to je 225.000 km2, a prispeva 412 kubičnih metrov na sekundo. V poplavi Sobat nosi velike količine sedimenta in pomembno prispeva k barvi Belega Nila.

### Rumeni Nil
Rumeni Nil je nekdanji pritok, ki je povezoval višavje Ouadai v vzhodnem Čadu z dolino Nila med 8000 do okoli 1000 pred našim štetjem. Njegovi ostanki so znani kot Vadi Hovar. Vadi pasira Gharb Darfur ob severni meji s Čadom in sreča Nil blizu južne točke Great Bend.

## Zgodovina
Nil (iteru v stari egipčanščini) je bila rešilna bilka civilizacije v Egiptu od kamene dobe, pri čemer je večina prebivalstva in vsa mesta v Egiptu ležala dolini Nila, ki leži severno od Asuana. Podnebne spremembe ob koncu zadnje ledene dobe so privedle do nastanka Sahare morda že leta 3400 pred našim štetjem.

### Eonile
Današnji Nil je vsaj petina reke, ki je tekla severno od Etiopskega višavja. Satelitski posnetki so bili uporabljeni za identifikacijo suhih strug v puščavi zahodno od Nila. Kanjon Eonile, zdaj napolnjen s površinskim nasutjem, predstavlja prednika Nila, imenovanega Eonil, ki je tekel v poznem miocenu (23-5.300.000 let v preteklost). Eonile je prevažal klastične sedimente v Sredozemlje. V teh sedimentih so odkrili več polj zemeljskega plina.
V poznem miocenu je Mesinska solna kriza, ko je bilo Sredozemsko morje zaprta kotlina in je izparelo do točke, da je bilo skoraj prazno, je Nil zarezal svojo pot navzdol na nov nivo, dokler ni bil več sto metrov pod ravnijo sveta oceanov ob Asuanu in 2400 m nižji od Kaira. To je ustvarilo zelo dolgo in globoko sotesko, ki je bila napolnjena s sedimenti, ko je Sredozemlje znova nastalo. Na neki točki so sedimenti dvignili strugo reke na zahodu preliva v depresijo in ustvarili jezero Moeris. (Jezero Moeris je starodavno jezero na severozahodu oaze Fajum, 80 km  jugozahodno od Kaira. Danes je manjše jezero imenovano Birket Karun in leži 43 m pod morsko gladino in obsega okoli 202 kvadratna kilometra).
Tanganjiško jezero je teklo v severni Nil, dokler niso vulkani Virunga blokirali njegovo pot v Ruandi. Nil je bilo v tistem času veliko daljši, s svojimi oddaljeni povirji v severni Zambiji.

### Združeni Nil
Obstajata dve teoriji o starosti združenega Nila. Ena je, da je združeno odmakanje Nila iz novejšega obdobja in da je bilo porečje reke Nil prej razdeljeno na niz ločenih bazenov, od katerih je samo najbolj severni napajal reko po sedanjem poteku Nila v Egiptu in Sudanu.
Druga teorija je, da je odvodnjavanje iz Etiopije preko rek enakovrednih Modremu Nilu in Atbara in Takaze teklo v Sredozemlje preko egiptovskega Nila že v terciarju.
Salama pravi, da je bilo v paleogenu in neogenu (66 milijonov do pred 2588 milijonov let) niz ločenih zaprtih kontinentalnih kotlin, ki je vsaka zasedla enega od glavnih delov sudanskega tektonskega sistema: tektonski jarki Mellut, Beli Nil, Modri Nil, Atbara in Sag El Naam. Tektonski jarek Mellut je bil v svojem osrednjem delu skoraj 12 kilometrov globok. Ta jarek je morda še vedno aktiven, s poročili o tektonskih aktivnostih v njegovih severnih in južnih mejah. Močvirje Sud, ki tvori osrednji del porečja, se lahko še vedno umirja. Sistem Belega Nila, čeprav plitvejši od jarka Bahr el Arab, je bil približno 9 km globok. Geofizikalno raziskovanje tektonskega sistema Modrega Nila je ocenilo globino sedimentov med 5-9 kilometrov. Ti bazeni niso bili med seboj povezani, dokler ni njihovo pogrezanje prenehalo in so jih napolnili sedimenti in jih povezali. Egipčanski Nil se je povezal s sudanskim Nilom, ki zajema etiopsko in ekvatorialno povirje v trenutni stopnji tektonske aktivnosti v Vzhodnem, Srednjem in Sudanskem sistemu tektonskega jarka. Povezava različnih Nilov je nastala med cikličnimi deževnimi obdobji. Reka Atbara je prestopila svoj zaprt bazen v deževnih obdobjih, kar se je zgodilo pred približno 100.000 do 120.000 leti. Modri Nil se je povezal z glavnim Nilom v 70.000-80.000 let nazaj med mokrim obdobjem. Sistem Beli Nil v Bahr El Arab in jarek Belega Nila je ostalo zaprto jezero do priključitve Viktorijinega Nila v glavni sistem pred približno 12.500 leti.

### Vloga pri ustanavljanju egiptovske civilizacije
Grški zgodovinar Herodot je zapisal, da je »Egipt dar Nila«. Neskončen vir preživljanja je imel ključno vlogo pri razvoju egiptovske civilizacije. Redno vsakoletno odlaganje mulja na okoliška zemljišča je povzročalo rodovitnost. Stari Egipčani so pridelali in prodajali pšenico, lan, papirus in druge pridelke. Pšenica je bila ključen pridelek v lakoti, ki je mučila Bližnji vzhod. Trgovinski sistem skupaj z diplomatskimi odnosi Egipta z drugimi državami je prispeval h gospodarski stabilnosti. Daljnosežna trgovina je potekala vzdolž Nila od antičnih časov. Kost Ishango iz paleolitika je verjetno zgodnji Rovaš. Menijo da kaže praštevila in množenje, vendar je to sporno. V knjigi How Mathematics Happened: The First 50,000 Years, Peter Rudman trdi, da bi se razvil koncept praštevil le približno po konceptu delitve, ki datira po 10.000 pred našim štetjem, s praštevili se verjetno niso razumeli do približno 500 pred našim štetjem. Piše tudi, da »ni bilo nobenega poskusa, ki bi pojasnil, zakaj bi morali zaznamovati nekaj z mnogokratnikom dva, praštevila med 10 in 20 in nekatere številke, ki so skoraj večkratniki števila 10«. Kost je bila odkrita ob povirju Nila (v bližini Edvardovega jezera, v severovzhodnem Kongu) in je datirana do 20.000 pr. n. št.
Vodnega bivola so pripeljali iz Azije, Asirci so uvedli kamele v 7. stoletju pred našim štetjem. Te živali so ubijali za meso in so jih udomačili ter uporabljali za oranje ali prevoz. Voda je bila bistvenega pomena za ljudi in živali. Nil je bil tudi priročen in učinkovit način za prevoz ljudi in blaga. Nil je bil pomemben del starodavnega egiptovskega duhovnega življenja. Hapi je bil bog letnih poplav in tako on in faraon sta mislila, da imata nadzor nad poplavami. Nil je veljal za mejo med življenjem in smrtjo in posmrtnim življenjem. Na vzhodni strani so živeli, na zahodni so pokopavali, kot sončni bog Ra, ki je doživel rojstvo, smrt in vstajenje vsak dan, ko je prečkal nebo. Tako so bile zahodno od Nila vse grobnice, saj so Egipčani verjeli, da je to potrebno za vstop v posmrtno življenje, da so pokopavali na strani, ki simbolizira smrt.
Ker je bil Nil tako pomemben dejavnik v življenju Egipčanov, je bil starodavni koledar narejen tudi na podlagi 3 ciklusov Nila. Ti časi, vsak bil je sestavljen iz štirih mesecev, ta iz trideset dni, so bili imenovani Akhet, Peret in Šemu. Akhet, kar pomeni, poplave, je čas v letu, ko je Nil poplavljal. Peret bil rastna sezona in Šemu zadnja sezona, ko je bila žetev in ni bilo dežja.

## Raziskave
Zaradi neuspeha pri prodoru na mokrišče Sud v Južnem Sudanu, je zgornji tok reke Nil v glavnem ostal neznan starim Grkom in Rimljanom. Različne ekspedicije niso našle izvira reke. Zapisi Agatharcidesa, iz časa Ptolemaja II. Filadelfa, kažejo, da je vojaška ekspedicija prodrla dovolj daleč po toku Modrega Nila, da je ugotovila, da so poletne poplave zaradi močnega sezonskega dežja nastale v Etiopskem višavju, vendar nobena evropska antična civilizacija ni dosegla jezera Tana.
Tabula Rogeriana iz leta 1154, karta sveta, ki jo je izdelal arabski geograf Mohamed al-Idrisi, kaže tri jezera.
Evropejci so se začeli učiti o izvirih Nila v 15. in 16. stoletju, ko so popotniki v Etiopiji obiskali jezero Tana in izvir Modrega Nila v gorah južno od jezera. Čeprav je James Bruce trdil, da je prvi Evropejec, ki je obiskal povirje, sodobni pisci dajejo prednost jezuitu Pedro Páezu. Paezova pripoved o izviru Nila je dolga in živa v Etiopiji. Članek je bil v celoti objavljen šele v začetku 20. stoletja, čeprav je bil omenjan v delih Paezovih sodobnikov, vključno Baltazarja Télleza, Athanasiusa Kircherja in Johanna Michaela Vansleba.
Evropejci so imeli stalno prebivališče v Etiopiji od konca 15. stoletja in eden od njih je lahko obiskal povirje celo prej, ne da bi zapustil pisno sled. Portugalec João Bermudes je objavil prvi opis slapov Tis Isat v svojih spominih leta 1565, ki jih primerja s slapovi Nila v Cicerojevi De Republica. Jerónimo Lobo opisuje izvir Modrega Nila, ko ga obišče kmalu po Pedru Páezu. Tudi Telles uporablja njegov opis.
Beli Nil je bil še manj znan. Predniki so zmotno verjeli, da je reka Niger v zgornjem toku Beli Nil. Na primer, Plinij Starejši je zapisal, da ima Nil svoje korenine »v gorah spodnje Mavretanije«, in je tekel na površini na razdalji »več dni«, nato pa poniknil v podzemlje in se pojavil kot veliko jezero na ozemljih Masaesvli, nato spet poniknil pod puščavo v podzemni tok »na razdalji potovanja 20 dni, dokler ni dosegel najbližjih Etiopijcev«. Trgovec imenovan Diogenes poroča, da je Nilova voda pritegnila igro kot bivol.
Izvir Nila in zgornjega toka so podrobneje začeli raziskovati v 19. stoletju. Angleški častnik in raziskovalec John Hanning Speke je kot član Burtonove odprave leta 1858 odkril Viktorijino jezero in uvidel, da od tam izhaja Beli Nil. Burton in drugi niso priznali njegovega odkritja. Burton je menil, da je izvir v Tanganjiško jezero. Zato se je Speke na pobudo Kraljevega geografskega društva dve leti kasneje skupaj s stotnikom Jamesom Augustusom Grantom vrnil na Viktorijino jezero in pri Riponovih slapovih potrdil svoje odkritje. Speke in Grant sta sledila toku Nila vse do Kartuma, kamor sta prispela leta 1863, kjer sta se vkrcala na ladjo in odplula proti Evropi. Po vrnitvi v Anglijo so Spekeja z navdušenjem sprejeli. Svoje potovanje je opisal in leta 1863 izdal v Dnevniku odkritja izvira Nila (Journal of the Discovery of the Source of the Nile). Grant pa je leta 1864 izdal knjigo Potovanje prek Afrike (A Walk across Africa), kjer se je osredotočil na življenje in delo tamkajšnjih ljudstev. Več prejšnjih odprav od antičnih časov naprej je neuspešno iskalo izvir.